# Lucas-Carmichael-Zahl
Eine Lucas-Carmichael-Zahl ist eine zusammengesetzte, natürliche Zahl, die eine ähnliche Bedingung wie eine Carmichael-Zahl erfüllt. Sie ist nach den beiden Mathematikern Édouard Lucas und Robert Daniel Carmichael benannt.

## Definition
Eine natürliche Zahl {\displaystyle n\in \mathbb {N} } heißt Lucas-Carmichael-Zahl, wenn sie folgende Eigenschaften erfüllt:
- {\displaystyle n} ist eine ungerade Zahl
- {\displaystyle n} ist quadratfrei
- {\displaystyle n} besitzt mindestens 3 Primteiler
- Für jeden Primteiler {\displaystyle p} der Zahl {\displaystyle n} gilt:

{\displaystyle p+1} teilt {\displaystyle n+1}
Würde die Zahl  {\displaystyle n} nicht ungerade und quadratfrei sein müssen, dann wären Kubikzahlen von Primzahlen wie zum Beispiel {\displaystyle 2^{3}=8} oder {\displaystyle 3^{3}=27} triviale Lucas-Carmichael-Zahlen, weil für jede Kubikzahl {\displaystyle n=p^{3}} mit den drei Teilern {\displaystyle p} wäre {\displaystyle p+1} immer ein Teiler von {\displaystyle n+1=p^{3}+1=(p+1)\cdot (p^{2}-p+1)}.

## Beispiel
399 = 3 · 7 · 19 und 
(3+1) = 4 teilt 400 = (399+1)
(7+1) = 8 teilt 400 = (399+1)
(19+1) = 20 teilt 400 = (399+1)
Demzufolge ist 399 eine Lucas-Carmichael-Zahl.

## Die kleinsten Lucas-Carmichael-Zahlen
Die folgenden Zahlen sind Lucas-Carmichael-Zahlen (Folge A006972 in OEIS):
| n     | Primteiler        |
| ----- | ----------------- |
| 399   | = 3 · 7 · 19      |
| 935   | = 5 · 11 · 17     |
| 2015  | = 5 · 13 · 31     |
| 2915  | = 5 · 11 · 53     |
| 4991  | = 7 · 23 · 31     |
| 5719  | = 7 · 19 · 43     |
| 7055  | = 5 · 17 · 83     |
| 8855  | = 5 · 7 · 11 · 23 |
| 12719 | = 7 · 23 · 79     |
| 18095 | = 5 · 7 · 11 · 47 |

| n     | Primteiler         |
| ----- | ------------------ |
| 20705 | = 5 · 41 · 101     |
| 20999 | = 11 · 23 · 83     |
| 22847 | = 11 · 31 · 67     |
| 29315 | = 5 · 11 · 13 · 41 |
| 31535 | = 5 · 7 · 17 · 53  |
| 46079 | = 11 · 59 · 71     |
| 51359 | = 7 · 11 · 23 · 29 |
| 60059 | = 19 · 29 · 109    |
| 63503 | = 11 · 23 · 251    |
| 67199 | = 11 · 41 · 149    |

| n      | Primteiler          |
| ------ | ------------------- |
| 73535  | = 5 · 7 · 11 · 191  |
| 76751  | = 23 · 47 · 71      |
| 80189  | = 17 · 53 · 89      |
| 81719  | = 11 · 17 · 19 · 23 |
| 88559  | = 19 · 59 · 79      |
| 90287  | = 17 · 47 · 113     |
| 104663 | = 13 · 83 · 97      |
| 117215 | = 5 · 7 · 17 · 197  |
| 120581 | = 17 · 41 · 173     |
| 147455 | = 5 · 7 · 11 · 383  |

| n      | Primteiler         |
| ------ | ------------------ |
| 152279 | = 29 · 59 · 89     |
| 155819 | = 19 · 59 · 139    |
| 162687 | = 3 · 7 · 61 · 127 |
| 191807 | = 7 · 11 · 47 · 53 |
| 194327 | = 7 · 17 · 23 · 71 |
| 196559 | = 11 · 107 · 167   |
| 214199 | = 23 · 67· 139     |
| 218735 | = 5 · 11 · 41 · 97 |
| 230159 | = 47 · 59 · 83     |
| 265895 | = 5 · 7 · 71 · 107 |

| n      | Primteiler             |
| ------ | ---------------------- |
| 357599 | = 11 · 19 · 29 · 59    |
| 388079 | = 23 · 47 · 359        |
| 390335 | = 5 · 11 · 47 · 151    |
| 482143 | = 31 · 103 · 151       |
| 588455 | = 5 · 7 · 17 · 23 · 43 |
| 653939 | = 11 · 13 · 17 · 269   |
| 663679 | = 31 · 79 · 271        |
| 676799 | = 19 · 179 · 199       |
| 709019 | = 17 · 179 · 233       |
| 741311 | = 53 · 71 · 197        |

Die kleinste Lucas-Carmichael-Zahl mit vier Primfaktoren ist 8.855 = 5 · 7 · 11 · 23.
Die kleinste Lucas-Carmichael-Zahl mit fünf Primfaktoren ist 588.455 = 5 · 7 · 17 · 23 · 43.
Die kleinste Lucas-Carmichael-Zahl mit sechs Primfaktoren ist 139.501.439 = 7 · 11 · 17 · 19 · 71 · 79.
Die kleinste Lucas-Carmichael-Zahl mit sieben Primfaktoren ist 3.512.071.871 = 7 · 11 · 17 · 23 · 31 · 53 · 71.
Die kleinste Lucas-Carmichael-Zahl mit acht Primfaktoren ist 199.195.047.359 = 7 · 11 · 17 · 19 · 23 · 31 · 47 · 239.

## Eigenschaften
- Aufgrund der Identität {\displaystyle n+1=-{\frac {n}{p}}+1+(p+1){\frac {n}{p}}} gilt für jeden Primteiler {\displaystyle p} einer natürlichen Zahl {\displaystyle n}:

{\displaystyle n+1\equiv -{\frac {n}{p}}+1\ mod\ p+1}.
Somit ist eine ungerade quadratfreie Zahl {\displaystyle n} genau dann eine Lucas-Carmichael-Zahl, wenn für jeden ihrer Primteiler gilt: {\displaystyle p+1} teilt {\displaystyle {\frac {n}{p}}-1}.
- Es existieren fermatsche Pseudoprimzahlen unter den Lucas-Carmichael-Zahlen.
- Lucas-Carmichael-Zahlen sind keine Teilmenge der fermatschen Pseudoprimzahlen.
- Es ist nicht bekannt, ob eine Lucas-Carmichael-Zahl existiert, die gleichzeitig eine Carmichael-Zahl ist.